# Plymouth Superbird

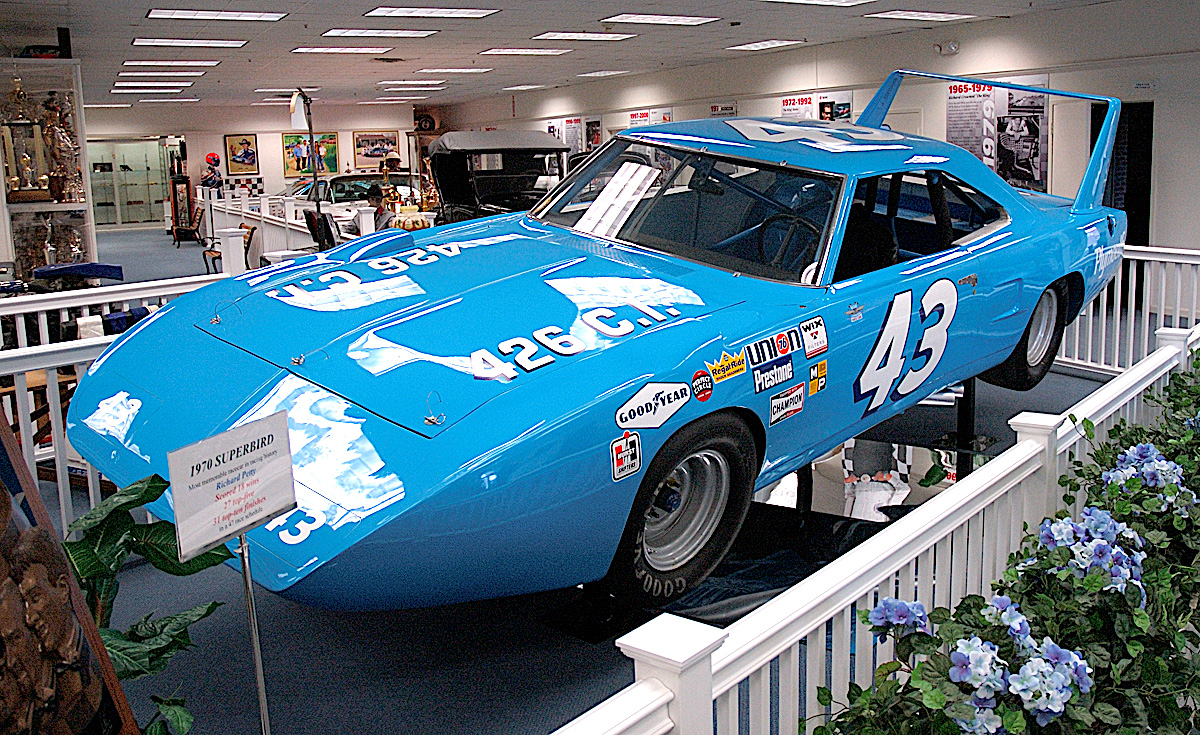
La Superbird de Richard Petty pour la saison 1970 de Nascar.

La Plymouth Superbird est une automobile de la marque américaine Plymouth. Les origines de cette voiture remontent à 1963, lorsque Chrysler, la maison mère de Plymouth décida de revenir à la compétition.

## Développement
Développé spécifiquement pour les courses NASCAR, la Superbird, une Plymouth Road Runner modifiée, était la version de Plymouth pour la Dodge Charger Daytona produite par la société sœur Dodge la saison précédente. La version Charger 500 qui a commencé la saison 1969 a été la première voiture américaine à être conçue de manière aérodynamique à l'aide d'une soufflerie et d'une analyse informatique, et a ensuite été modifiée en version Daytona avec son nez en cône et son aileron. Le carrosserie lissée de la Superbird a été affinée par rapport à celle de la Daytona, et les phares rétractables de la version homologuée route (en fibre de verre) ont ajouté dix-neuf pouces à la longueur d'origine de la Road Runner. Pendant près de 30 ans, la formule mathématique utilisée pour déterminer la hauteur exacte de l'énorme aileron est resté un secret hautement gardé par Chrysler. Dans les années 1990, un ingénieur de projet Chrysler à la retraite a affirmé publiquement que la hauteur était déterminée de manière beaucoup plus simple : selon lui, elle était conçue pour permettre au couvercle du coffre de s'ouvrir librement. Cela reste une légende urbaine. La hauteur réelle a été fixée pour que le flux d'air touché par l'aileron n’ai pas été auparavant modifié par la ligne de toit.
L'exigence d'homologation de la NASCAR exigeait que les véhicules soient disponibles pour le grand public et vendus par l'intermédiaire de concessionnaires en un certain nombre d'exemplaires selon diverses règles. Dans le cas de Plymouth, la marque devait construire 1 920 exemplaires route. En raison de l'augmentation des réglementations sur les émissions, combinée à la hausse des assurances pour les voitures hautes performances et à l'interdiction effective des voitures aérodynamiques par la NASCAR, 1970 a été sa seule année de production.
Des décalcomanies « Superbird » ont été placées sur les bords extérieurs des entretoises verticales du spoiler avec une image du personnage de dessin animé Road Runner (Bip-Bip) tenant un casque de course. Une version plus petite de l'autocollant apparaît sur le cache du phare côté conducteur. La Superbird avait trois options de moteur: le moteur 426 Hemi V8 produisant 425 ch à 5000 tr/min et 664 N⋅m de couple à 4000 tr/min, le 440 Super Commando Six Barrel produisant 390 ch et le 440 Super Commando de 375 ch avec un seul carburateur à 4 corps. Seuls 135 modèles ont été équipés du 426 Hemi. Le 440 étant moins cher à produire, la version homologuée du moteur 426 Hemi utilisé en compétition a été homologuée en course en produisant le nombre minimum d'exemplaires requis.
Dans la rue, le nez en cône et l'aileron étaient très distinctifs, mais les améliorations aérodynamiques n'ont guère fait de différence en termes d'accélération. En fait, la Road Runner de 1970 était plus rapide dans le quart de mile et dans les autres tests d'accélération, en raison du surplus de poids produit par le nez et l'aileron du Superbird. Ce n'est qu'à des vitesses supérieures à 60 mph (97 km/h) que les modifications ont commencé à montrer leurs avantages.

## Production
Les notes de service de Chrysler de septembre 1969 montrent que le personnel de programmation des ventes se préparait à gérer 1 920 Plymouth Superbird pour 1970, mais les chiffres publiés indiquent que 2 783 ont été construits. Le chiffre actuel généralement accepté est de 1 935 Superbird construites et expédiées à des concessionnaires américains, dont 34 à 47 se dirigeraient vers le Canada. L'option du V8 426 est également remise en question, même si les chiffres les plus fréquemment observés font état de 135 V8 426 Hemi et de 716 V8 440 Six Barrel, le reste étant propulsé par le V8 440 classique. On pense qu'il existe aujourd'hui plus de 1 000 Plymouth SuperBird

## NASCAR
À l'automne 1968, Richard Petty quitte l'équipe Plymouth NASCAR Racing pour Ford. Cependant, la Superbird a été conçu spécifiquement pour attirer Petty à Plymouth pour la saison 1970. Petty s'est raisonnablement bien défendu contre une forte opposition de Ford sur les pistes NASCAR cette année-là, remportant huit courses et se classant bien dans de nombreuses autres.
Les règles de NASCAR mises en œuvre pour la saison 1971 limitaient les «voitures aérodynamiques» à une cylindrée maximale de 305 pouces cubes (5,0 L) ou devaient être beaucoup plus lourdes que leurs concurrentes. Alors qu'ils étaient encore légaux pour la course, le rapport poids-puissance qui viendrait avec un moteur plus petit ou l'augmentation du poids rendraient les voitures non compétitives. Ford, en réponse, a également conçu le Torino King Cobra de 1970 avec un nez aérodynamique du même style, mais il a été abandonné,.
.

## Ventes
Le style de la Superbird s'est avéré trop différent pour les goûts des années 1970 (de nombreux clients préféraient la Road Runner ordinaire), et par conséquent, bon nombre des 1 920 exemplaires construits étaient invendus à l'arrière de nombreux concessionnaires jusqu'en 1972[réf. souhaitée]. Certains ont été convertis en Road Runner pour les vendre plus facilement. Certains fabricants produisent des kits de conversion Superbird pour les Road Runners et Satellites de 1970.
La Superbird et la Dodge Charger Daytona ont chacun été construits pour une seule année modèle (respectivement 1970 et 1969).

## Galerie

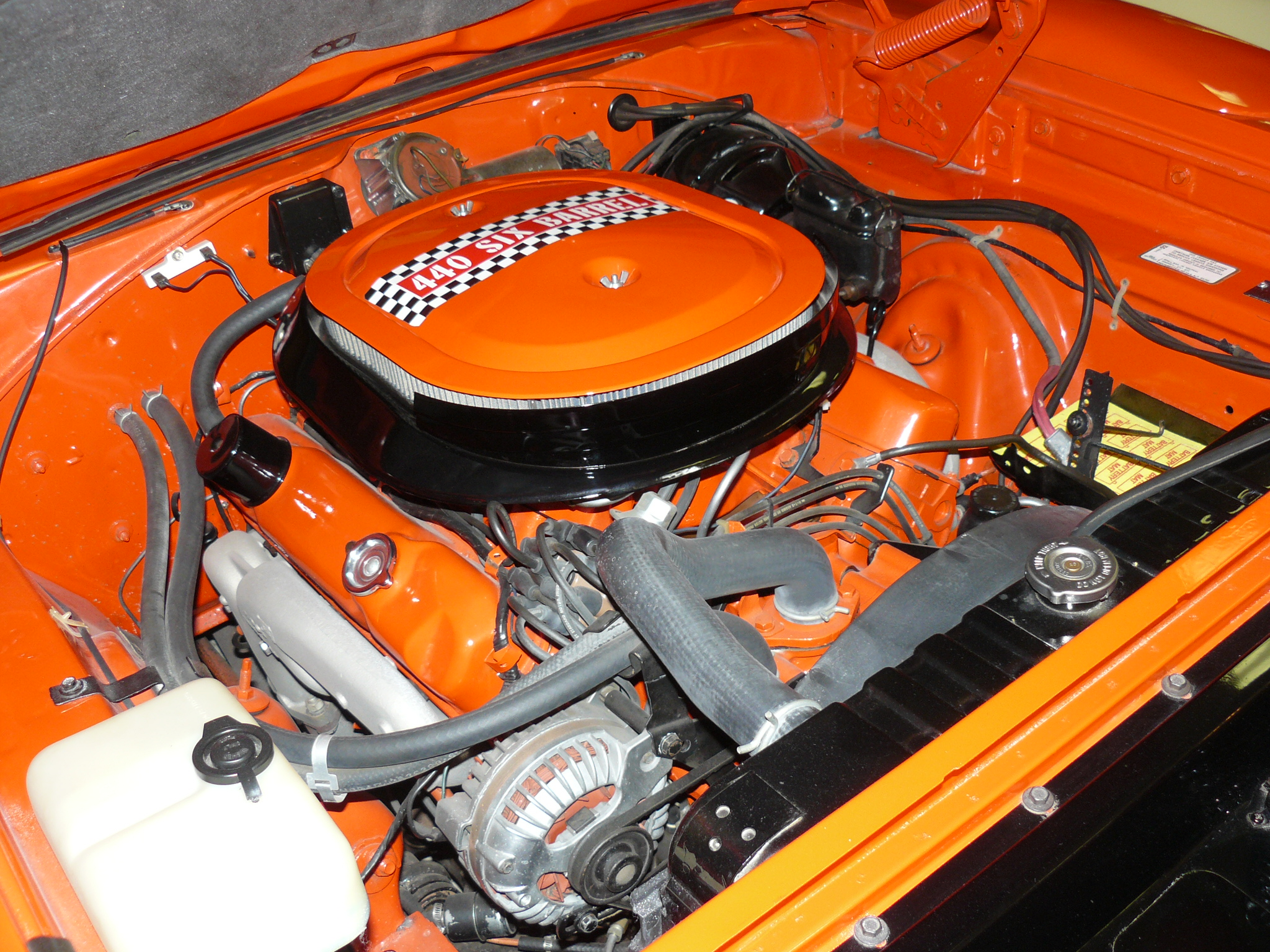
V8 Hemi 440 (7.2 L) "Six Pack" (Super Commando Six Barrel)
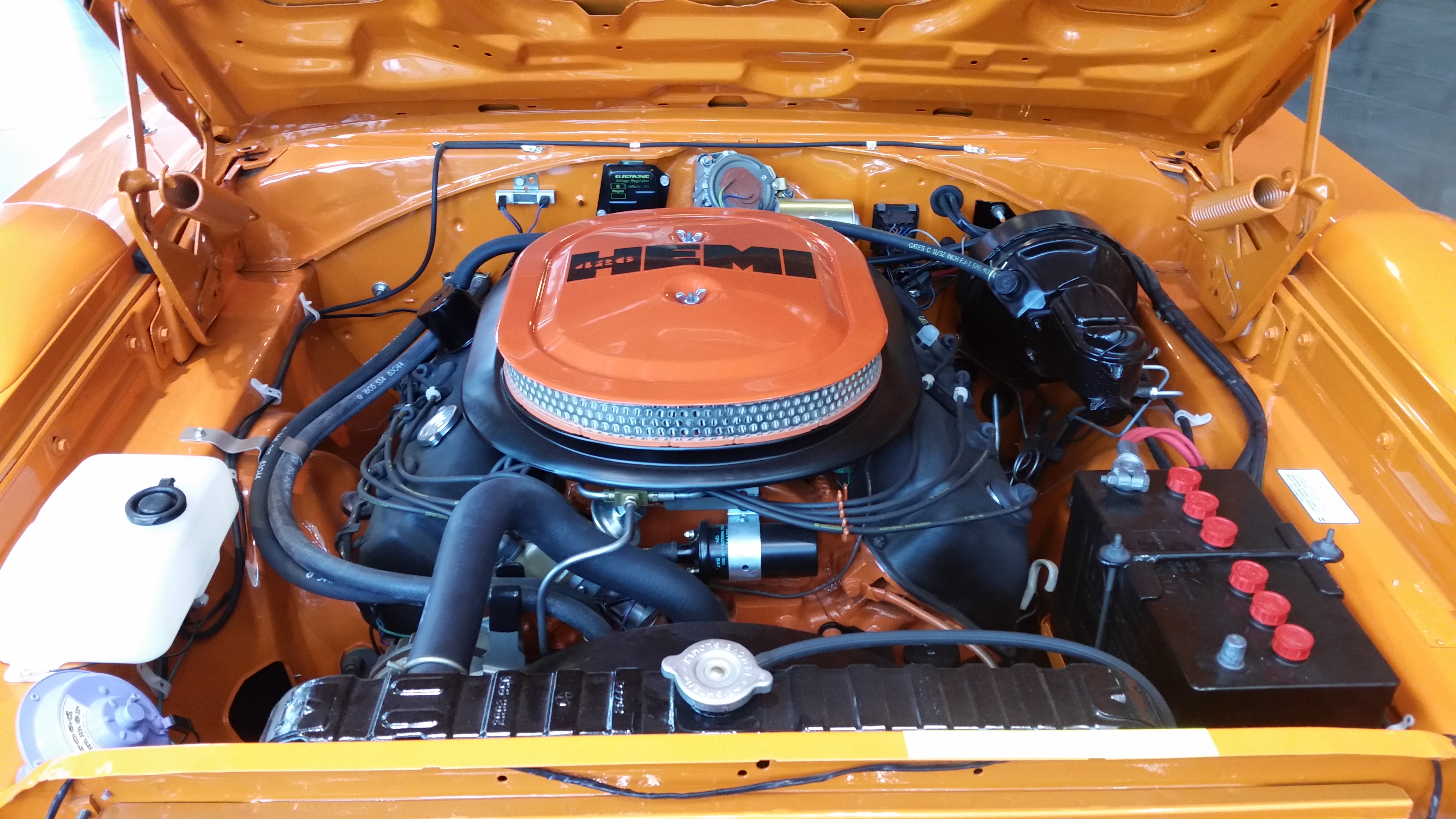
V8 426 Hemi
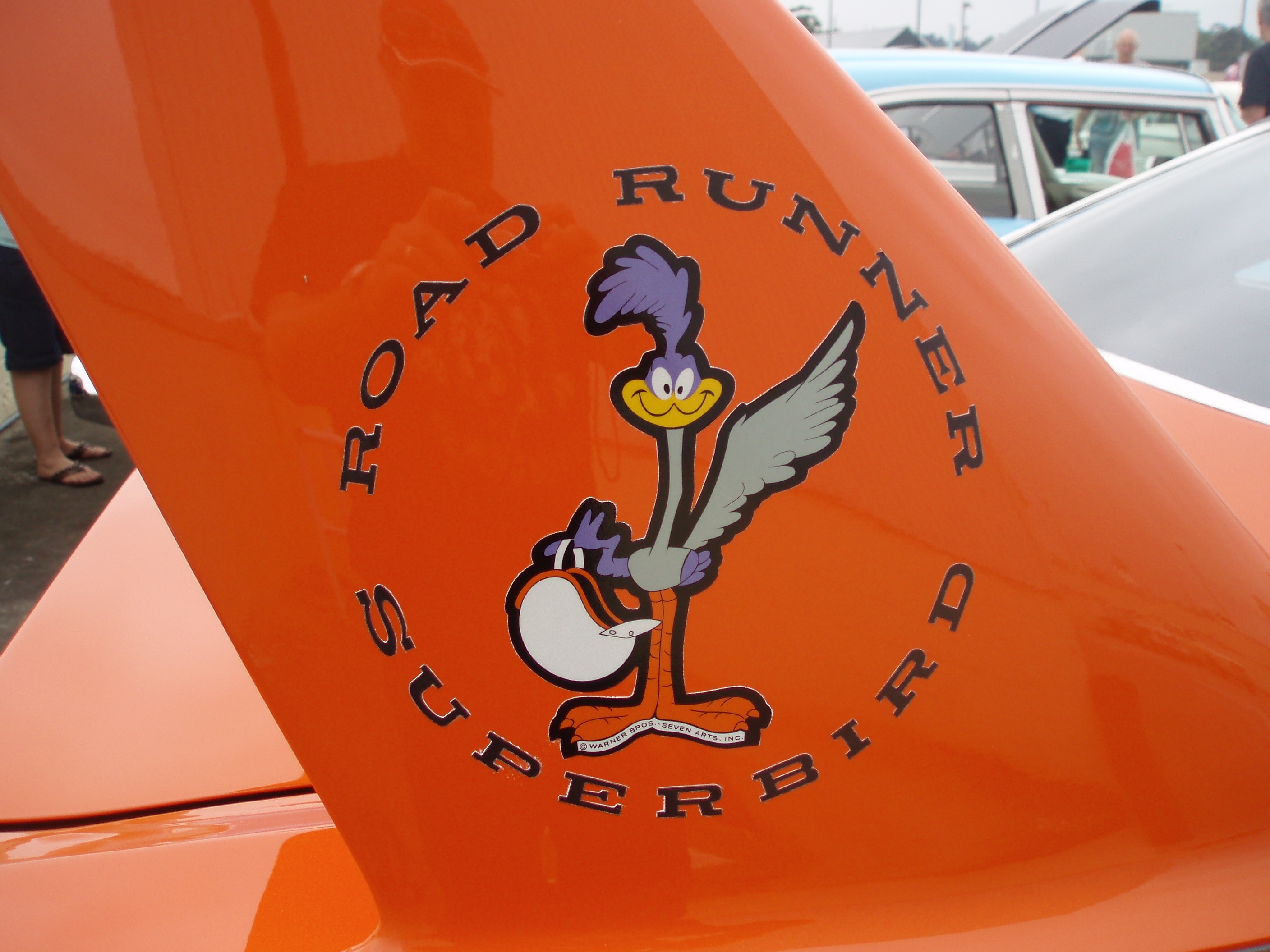
Logo du Road Runner (personnage de Bip Bip) sur l'aileron
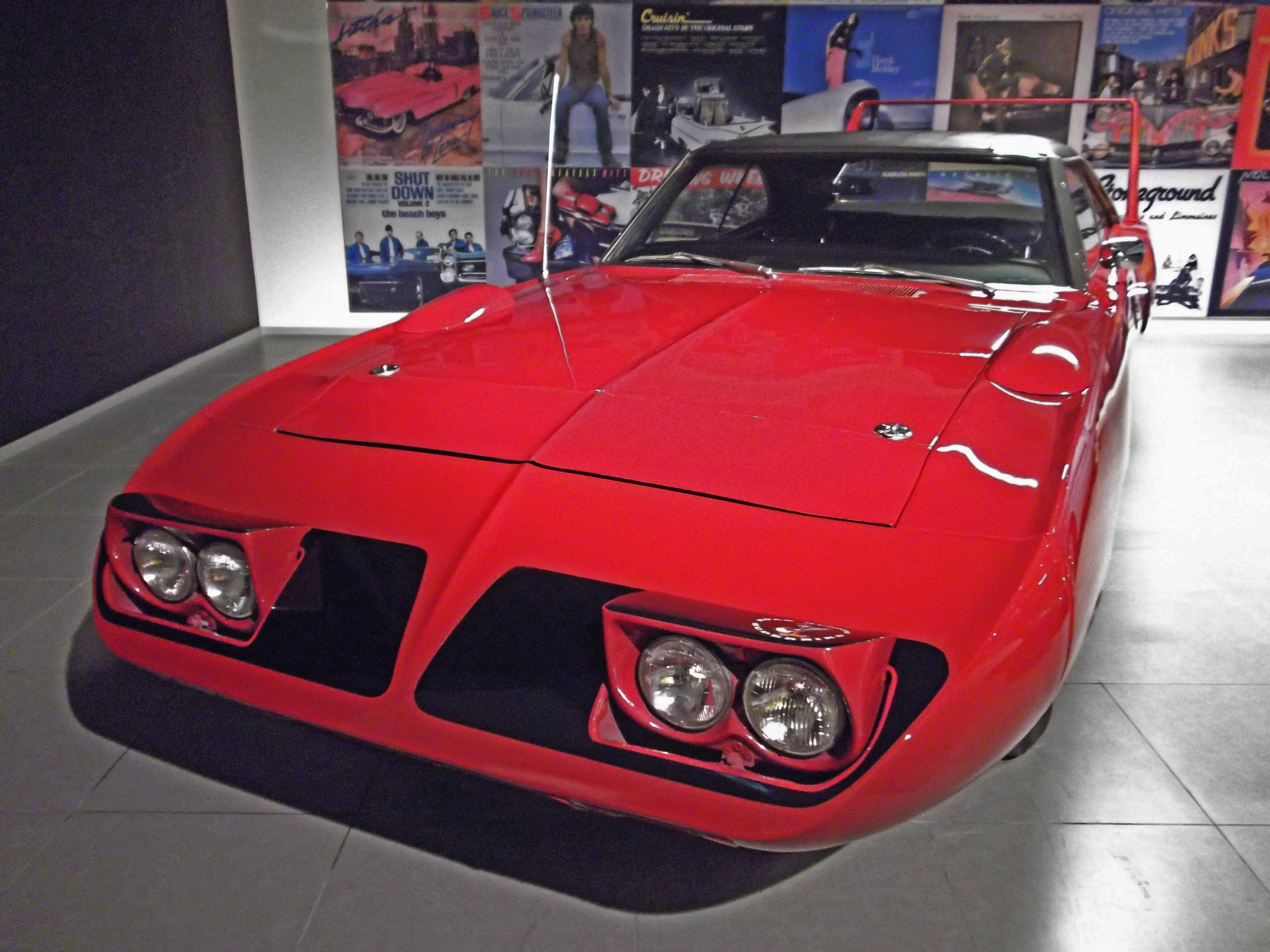
Plymouth Superbird, phares ouverts

## Culture populaire
Dans le film Cars, Strip Weathers est une Plymouth Superbird floquée Dinoco.